# Tereza Meklenbursko-Střelická
Tereza Meklenbursko-Střelická (německy: Therese Mathilde Amalia Herzogin zu Mecklenburg ; 5. dubna 1773, Hannover – 12. února 1839, Řezno) byla rodem členkou meklenbursko-střelkického rodu a meklenburskou vévodkyní. Sňatkem se stala kněžnou Thurn-Taxisovou a členkou rodu Thurn-Taxisů.

## Rodina
Tereza Matylda Amálie Meklenburská se narodila v Hannoveru jako dcera vévody Karla Meklenburského a jeho první manželky Frederiky Hesensko-Darmstadtské.
25. května 1789 se jako šestnáctiletá v Neustrelitz provdala za o tři roky staršího Karla Alexandra, dědičného knížete z Thurnu a Taxisu, syna Karla Anselma, 4. knížete Thurn-Taxise a jeho manželky Augusty Württemberské. Sňatek pomáhali domluvit její teta královna Šarlota a její manžel britský král Jiří III. zejména proto, aby zajistili, že bude Tereza schopna udržet si svou protestantskou víru. Tereza měla s manželem sedm dětí:
- 1. Šarlota Luisa z Thurn-Taxisu (24. 3. 1790 Řezno – 22. 10. 1790 tamtéž)[1][2]
- 2. Jiří Karel z Thurn-Taxisu (26. 3. 1792 Řezno – 20. 1. 1795 tamtéž)[3][4]
- 3. Marie Terezie z Thurn-Taxisu (6. 7. 1794 Řezno – 18. 8. 1874 Vídeň)[5][6][7]
⚭ 1812 Pavel III. Antonín Esterházy z Galanty (10. 5. 1786 Vídeň – 21. 5. 1866 Řezno), 8. kníže Esterházy[8][9][10]
- 4. Luisa Frederika z Thurn-Taxisu (29. 8. 1798 Řezno – 1. 12. 1798 tamtéž)[11][12]
- 5. Marie Žofie z Thurn-Taxisu (4. 3. 1800 Řezno – 20. 12. 1870 tamtéž)[13][14][15]
⚭ 1827 Pavel Vilém Württemberský (25. 6. 1797 Carlruhe(dnes Pokóje) – 25. 11. 1860 Bad Mergentheim)[16][17][18]
- 6. Maxmilián Karel, 6. kníže z Thurn-Taxisu (3. 11. 1802 Řezno – 10. 11. 1871 tamtéž)[19][20][21]
I. ⚭ 1828 Vilemína Dörnberská (6. 3. 1803 Ansbach – 14. 5. 1835 Norimberk)[22][23][24]
II. ⚭ 1839 Matylda Žofie z Oettingen-Spielbergu (9. 2. 1816 Oettingen in Bayern – 20. 1. 1886 Merano)[25][26][27]
- 7. Fridrich Vilém z Thurn-Taxisu (29. 1. 1805 Řezno – 7. 9. 1825 Dischingen), svobodný a bezdětný[28][29]

Tereza měla také nemanželské děti s Maxmiliánem, hrabětem von und zu Lerchenfeld auf Köfering und Schönberg (17. ledna 1772 – 19. října 1809), který se 25. května 1789 oženil s Marií Annou Filipínou Walburgou Groschlag von Dieburg. Nemanželský syn získal predikát von Stockau po zámku, který vlastnila rodina manželky jeho otce. Poté se milencům  narodili dvojčata a ta získala a také nejmladší dcera predikát von Straka. Dcera Amalie získal predikát von Stargard. Jejími nemanželskými dětmi byli:
- Jiří Adolf von Stockau (6. května 1806 – 4. dubna 1865), luterán, 25. listopadu 1830 se oženil s Františkou de Paula Marií Alžbětou, hraběnkou von Fünfkirchen (24. července 1801 – 14. května 1870), katoličkou a dědičkou zámku Napajedla a přilehlých statků na Moravě, vdovou po Klemensu hraběti von Kesselstatt;
- Elise von Straka (10.6.1807 – 19.2.1875 Frankfurt) ⚭ Friedrich Gutermann[30]
- Maximilian von Straka (10.6.1807 – 12.12.1845 Soerakarta, Jáva) ⚭ Karolína Magdaléna Dreux (+1879)[30]
- Amálie Stargard (16. 6. 1808 Řezno – 21. 6. 1888 Tegernsee)[31][32]
I. ⚭ 1825 baron Alexander von Krüdener (6. 9. 1786 – 18. 1. 1852 Stockholm), ruský velvyslanec ve Švédsku[33][34]
II. ⚭ 1855 hrabě Nikolaj Vladimirovič Adlerberg (19. 5. 1819 Petrohrad – 13. 12. 1892 Mnichov), generální guvernér Finského velkoknížectví v letech 1866–1881[35][36]
- Therese Luise von Straka ((28.9.1809 – 10.7.1872 Freiburg im Breisgau) ⚭ Konrad Schwenk[30]

V roce 1790 Anne-César, Chevalier de la Luzerne, francouzský velvyslanec ve Velké Británii oznámil, že Terezin manžel je zvažován jako nový vládce Rakouského Nizozemí a že Terezina teta královna Šarlota by to podpořila; ukázalo se, že to byly nepodložené fámy, protože Šarlota a její manžel Jiří III. věřili, že Karel Alexandr nemá dostatečnou hodnost pro královský majestát. Po mediatizaci knížectví Thurn-Taxis do Bavorského království v roce 1806 během německých mediatizací, zániku Svaté říše římské a vytvoření Rýnského spolku a následného zániku císařské říšské pošty, Tereziina iniciativa a vyjednávací schopnosti měly vliv na udržování poštovního systému provozovaného Thurn-Taxisy jako soukromé společnosti Thurn-und-Taxis-Post. Stejně jako její mladší sestra, pruská královna Luisa, selhala Tereza v jednání s Napoleonem Bonaparte, ale na Vídeňském kongresu se jí podařilo úspěšně prosadit zájmy rodiny Thurn-Taxis.

## Politické aktivity
Tereza a Karel Alexandr měli své první sídlo (do 1797) ve paláci Thurn und Taxis ve Frankfurtu nad Mohanem. Na začátku manželství převzala Tereza za svého mladého manžela reprezentativní povinnosti. Poté, co její tchán rezignoval na post mistra generálního a hlavního komisaře stálého říšského sněmu v Řezně, stal se hlavním komisařem v roce 1797 Terezin manžel Karel Alexandr. Tereza převzala aktivní roli v řízení knížecí rodiny, statků i poštovní správy a oddávala se také umění a literatuře. Ve svém salonu hostila umělce a spisovatele jako Jeana Paula, Friedricha Rückerta, Johanna Kaspara Lavatera a Friedricha Gottlieba Klopstocka.

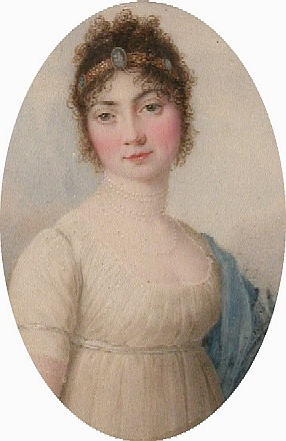
Dědičná princezna z Thurn-Taxisu od Carla Restallina, Řezno, 1800.

Teprve s předvídatelným zánikem císařské říšské pošty, německými mediatizacemi z roku 1803, mediatizací knížecího rodu Thurn-Taxisů a ztrátou pozice generálního poštmistra v době Napoleona Bonaparta se Tereza začala navenek politicky angažovat, a to zejména až po smrti svého tchána v roce 1805. Od té doby Tereza posilovala suverenitu knížecího rodu Thurn-Taxisů a jeho tradiční poštovní práva. V roce 1806 s manželem jednala se svým švagrem Fridrichem Vilémem III. Pruským a Karlem Theodorem von Dalberg, bývalým mohučským kurfiřtem řezenským knížetem, a v roce 1807 poprvé s Napoleonem. Stejně tak jednali v Mnichově také s Maxmiliánem I. Josefem Bavorským a navrhli mu znárodnění tamních Thurn a Taxis Lehnspost. V roce 1808 na Erfurtském kongresu hájili manželé zájmy svého knížectví. 
Po neúspěšných jednáních v Erfurtu odcestovala Tereza koncem roku 1809 do Paříže, kde se setkala s Napoleonem a jednala s ním ohledně budoucího statutu knížecího rodu Thurn-Taxisů a práv na poštovní systém. Z této cesty se dochovala korespondence s jejím manželem Karlem Alexandrem, ve které naříká nad zbídačením rodu Thurn-Taxisů a žádá Terezu, aby omezila své výdaje. Prostřednictvím vyjednávání s Napoleonem bylo knížecímu rodu Thurn-Taxisů nabídnuto přesídlení do Paříže. Tato jednání však selhala pravděpodobně kvůli tomu, že korespondence mezi Terezou a její sestrou pruskou královnou padla do rukou francouzských autorit.
Po porážce a vyhnání Napoleona do exilu hájila Tereza zájmy knížectví Thurn-Taxis na Vídeňském kongresu v roce 1814, kde v jejím salonu probíhala četná jednání mezi Talleyrandem, carem Alexandrem I., rakouským ministrem zahraničí Metternichem a dalšími politickými vůdci. V neposlední řadě na základě článku 17 spolkového zákona z roku 1815 byl v několika státech Německého spolku za oprávněný nárok prohlášen výnos bývalých poštovních úřadů rodu Thurn-Taxis. Byly zřízeny soukromé poštovní služby, které měly mít přiměřenou kompenzační povinnost vůči knížecímu rodu Thurn-Taxisů.
Tereza zemřela 12. února 1839 ve věku 65 let v Řezně a byla pohřbena v klášteře svatého Jimrama.

## Vývod z předků
|                               |                                                              |  |                                     |                                                  |  |  |  |  |  |  |  | Adolf Friedrich I. Meklenbursko-Schwerinský |
|                               |                                                              |  |                                     |                                                  |  |  |  |  |  |  |  |                                             |
|                               | Adolf Fridrich II. Meklenbursko-Střelický                    |  |                                     |                                                  |  |  |  |  |  |  |  |                                             |
|                               |                                                              |  |                                     |                                                  |  |  |  |  |  |  |  |                                             |
|                               |                                                              |  |                                     | Marie Kateřina Brunšvicko-Dannenberská           |  |  |  |  |  |  |  |                                             |
|                               |                                                              |  |                                     |                                                  |  |  |  |  |  |  |  |                                             |
|                               | Karel Ludvík Fridrich Meklenbursko-Střelický                 |  |                                     |                                                  |  |  |  |  |  |  |  |                                             |
|                               |                                                              |  |                                     |                                                  |  |  |  |  |  |  |  |                                             |
|                               |                                                              |  |                                     | Kristián Vilém I. Schwarzbursko-Sondershausenský |  |  |  |  |  |  |  |                                             |
|                               |                                                              |  |                                     |                                                  |  |  |  |  |  |  |  |                                             |
|                               | Kristýna Emílie Schwarzbursko-Sondershausenská               |  |                                     |                                                  |  |  |  |  |  |  |  |                                             |
|                               |                                                              |  |                                     |                                                  |  |  |  |  |  |  |  |                                             |
|                               |                                                              |  |                                     | Antonie Sibyla z Barby-Mühlingenu                |  |  |  |  |  |  |  |                                             |
|                               |                                                              |  |                                     |                                                  |  |  |  |  |  |  |  |                                             |
|                               | Karel II. Meklenbursko-Střelický                             |  |                                     |                                                  |  |  |  |  |  |  |  |                                             |
|                               |                                                              |  |                                     |                                                  |  |  |  |  |  |  |  |                                             |
|                               |                                                              |  |                                     | Arnošt Sasko-Hildburghausenský                   |  |  |  |  |  |  |  |                                             |
|                               |                                                              |  |                                     |                                                  |  |  |  |  |  |  |  |                                             |
|                               | Arnošt Fridrich I. Sasko-Hildburghausenský                   |  |                                     |                                                  |  |  |  |  |  |  |  |                                             |
|                               |                                                              |  |                                     |                                                  |  |  |  |  |  |  |  |                                             |
|                               |                                                              |  |                                     | Žofie Henrieta Waldecká                          |  |  |  |  |  |  |  |                                             |
|                               |                                                              |  |                                     |                                                  |  |  |  |  |  |  |  |                                             |
|                               | Alžběta Sasko-Hildburghausenská                              |  |                                     |                                                  |  |  |  |  |  |  |  |                                             |
|                               |                                                              |  |                                     |                                                  |  |  |  |  |  |  |  |                                             |
|                               |                                                              |  |                                     | Jiří Ludvík I. z Erbachu                         |  |  |  |  |  |  |  |                                             |
|                               |                                                              |  |                                     |                                                  |  |  |  |  |  |  |  |                                             |
|                               | Žofie Albertina z Erbachu                                    |  |                                     |                                                  |  |  |  |  |  |  |  |                                             |
|                               |                                                              |  |                                     |                                                  |  |  |  |  |  |  |  |                                             |
|                               |                                                              |  |                                     | Amálie Kateřina Waldecko-Eisenberská             |  |  |  |  |  |  |  |                                             |
|                               |                                                              |  |                                     |                                                  |  |  |  |  |  |  |  |                                             |
| Tereza Meklenbursko-Střelická |                                                              |  |                                     |                                                  |  |  |  |  |  |  |  |                                             |
|                               |                                                              |  |                                     |                                                  |  |  |  |  |  |  |  |                                             |
|                               |                                                              |  | Arnošt Ludvík Hesensko-Darmstadtský |                                                  |  |  |  |  |  |  |  |                                             |
|                               |                                                              |  |                                     |                                                  |  |  |  |  |  |  |  |                                             |
|                               | Ludvík VIII. Hesensko-Darmstadtský                           |  |                                     |                                                  |  |  |  |  |  |  |  |                                             |
|                               |                                                              |  |                                     |                                                  |  |  |  |  |  |  |  |                                             |
|                               |                                                              |  |                                     | Dorotea Šarlota Braniborsko-Ansbašská            |  |  |  |  |  |  |  |                                             |
|                               |                                                              |  |                                     |                                                  |  |  |  |  |  |  |  |                                             |
|                               | Jiří Vilém Hesensko-Darmstadtský                             |  |                                     |                                                  |  |  |  |  |  |  |  |                                             |
|                               |                                                              |  |                                     |                                                  |  |  |  |  |  |  |  |                                             |
|                               |                                                              |  |                                     | Johan Reinhard III. z Hanau-Lichtenbergu         |  |  |  |  |  |  |  |                                             |
|                               |                                                              |  |                                     |                                                  |  |  |  |  |  |  |  |                                             |
|                               | Šarlota z Hanau-Lichtenbergu                                 |  |                                     |                                                  |  |  |  |  |  |  |  |                                             |
|                               |                                                              |  |                                     |                                                  |  |  |  |  |  |  |  |                                             |
|                               |                                                              |  |                                     | Dorotea Frederika Braniborsko-Ansbašská          |  |  |  |  |  |  |  |                                             |
|                               |                                                              |  |                                     |                                                  |  |  |  |  |  |  |  |                                             |
|                               | Frederika Hesensko-Darmstadtská                              |  |                                     |                                                  |  |  |  |  |  |  |  |                                             |
|                               |                                                              |  |                                     |                                                  |  |  |  |  |  |  |  |                                             |
|                               |                                                              |  |                                     | Jan Leiningensko-Dagsbursko-Falkenburský         |  |  |  |  |  |  |  |                                             |
|                               |                                                              |  |                                     |                                                  |  |  |  |  |  |  |  |                                             |
|                               | Kristián Karel Reinhard Leiningensko-Dagsbursko-Falkenburský |  |                                     |                                                  |  |  |  |  |  |  |  |                                             |
|                               |                                                              |  |                                     |                                                  |  |  |  |  |  |  |  |                                             |
|                               |                                                              |  |                                     | Johana Magdaléna z Hanau-Lichtenbergu            |  |  |  |  |  |  |  |                                             |
|                               |                                                              |  |                                     |                                                  |  |  |  |  |  |  |  |                                             |
|                               | Marie Luisa Albertina Leiningensko-Falkenbursko-Dagsburská   |  |                                     |                                                  |  |  |  |  |  |  |  |                                             |
|                               |                                                              |  |                                     |                                                  |  |  |  |  |  |  |  |                                             |
|                               |                                                              |  |                                     | Jiří Ludvík ze Solms-Rödelheim                   |  |  |  |  |  |  |  |                                             |
|                               |                                                              |  |                                     |                                                  |  |  |  |  |  |  |  |                                             |
|                               | Kateřina Polyxena ze Solms-Rödelheim                         |  |                                     |                                                  |  |  |  |  |  |  |  |                                             |
|                               |                                                              |  |                                     |                                                  |  |  |  |  |  |  |  |                                             |
|                               |                                                              |  |                                     | Šarlota Sibyla z Ahlefeldtu                      |  |  |  |  |  |  |  |                                             |
|                               |                                                              |  |                                     |                                                  |  |  |  |  |  |  |  |                                             |